# Bric Ciarandella
Il Bric Ciarandella è un monte delle Alpi liguri alto 1.121 metri s.l.m.; sulla sua cima convergono i territori comunali di Battifollo, Lisio e Bagnasco, tutti e tre in Provincia di Cuneo. 

## Descrizione

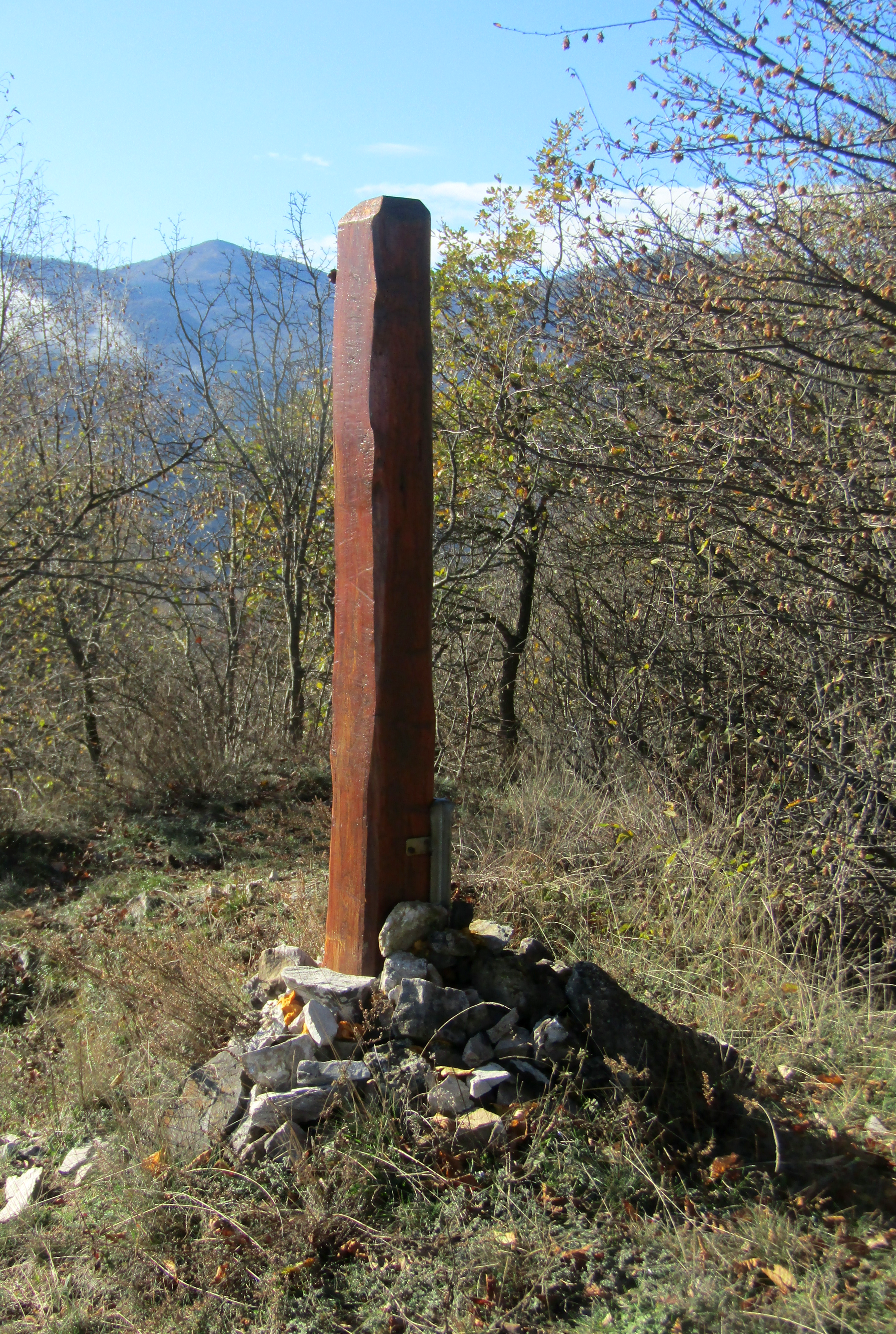
Il segnale sulla sommità

La montagna sorge sullo spartiacque Mongia/Tanaro tra la larga sella del Colle di San Giacomo (1059 m, a sud-ovest in direzione del Bric Mindino) e l'intaglio più profondo del Colle della Crocetta, che la separa dal vicino Bric della Veja (1061 m, a nord-est). La prominenza topografica del Bric Ciarandella è di 66 metri. Sul suo versante affacciato alla Val Mongia scorrono due affluenti del torrente, il rio del Fossato e il rio Costa del Cars. Sempre sul versante Val Mongia transita una strada sterrata che, tenendosi nei pressi del crinale, collega la Cappella di Sant'Anna (Battifollo) con il Colle di San Giacomo. Tutta la zona è caratterizzata dalla presenza di ampi boschi con prevalenza di latifoglie.

## Geologia
La zona del Bric Ciarandella è caratterizzata da quarziti del periodo triassico inferiore che costituiscono il margine di una più vasta area di calcari dolimitici. Queste rocce, come nel caso del vicino Bric del Monte, poggiano su un substrato risalente al paleozoico. Non molto a nord della cima del Bric Ciarandella si trova la Grotta Rio dei Corvi, una cavità naturale di una settantina di metri di profondità e di 300 metri di sviluppo, con una fauna piuttosto differenziata.
Sul monte e nei pressi del Colle della Crocetta sono presenti strati arenaceo-argillosi di colore nerastro con resti fossilizzati di Equisetum mythardum HEER.

## Storia

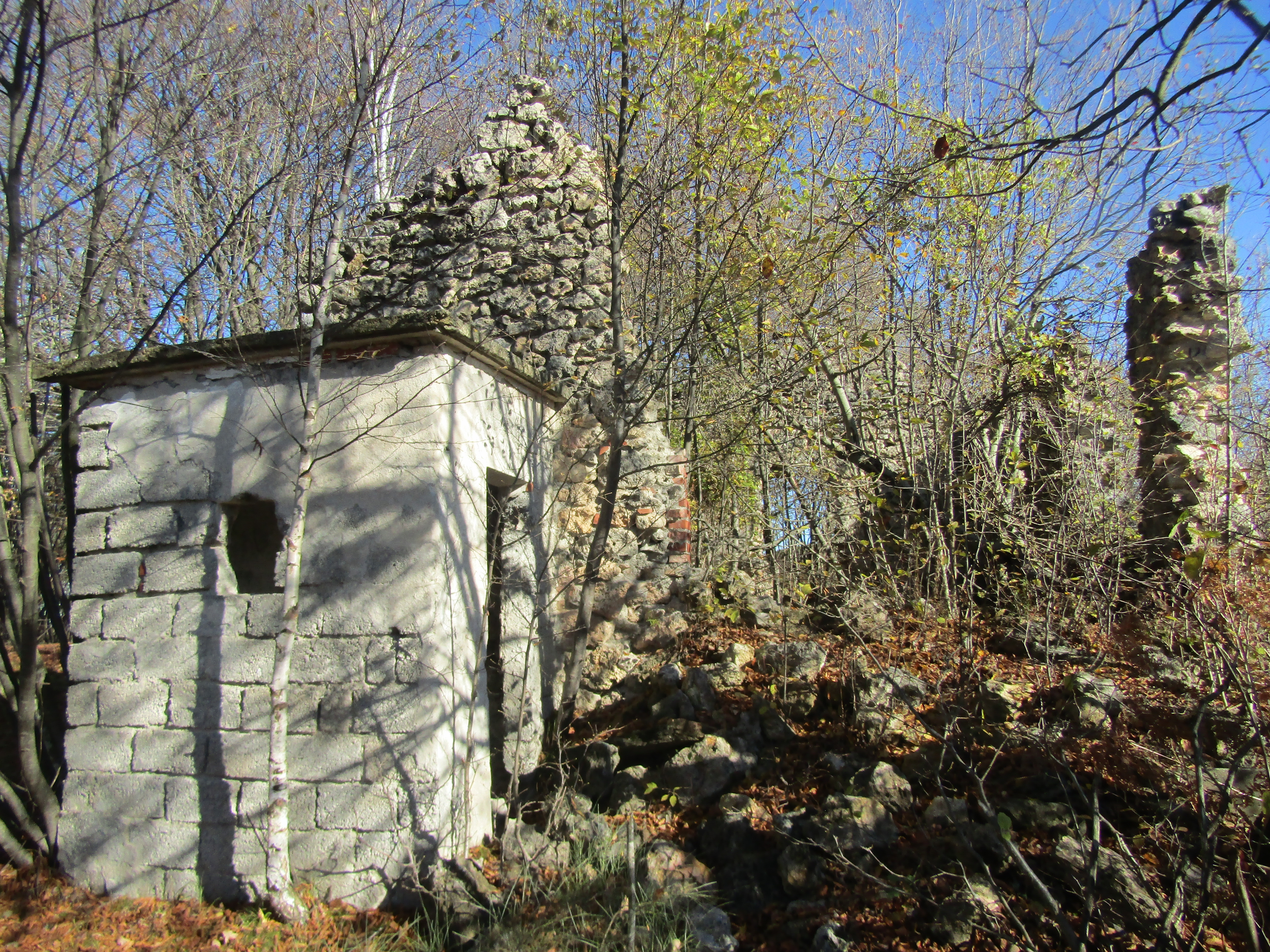
La vecchia casa della Milizia

Nelle vecchie carte sabaude la montagna era chiamata Bric Grison.
A breve distanza dalla cima del monte si possono vedere i resti di una casermetta costruita nel periodo fascista per il controllo del traffico aereo e distrutta nel corso della resistenza.

## Accesso alla cima
La cima della montagna può essere raggiunta per sentiero che si stracca dallo sterrato Colle San Giacomo/Sant'Anna e si tiene nei presi del crinale Tanaro/Mongia sulla cresta sud oppure, con percorso più diretto, salendo per la boscosa cresta nord-est a partire dal Colle della Crocetta.

## Bibliografia

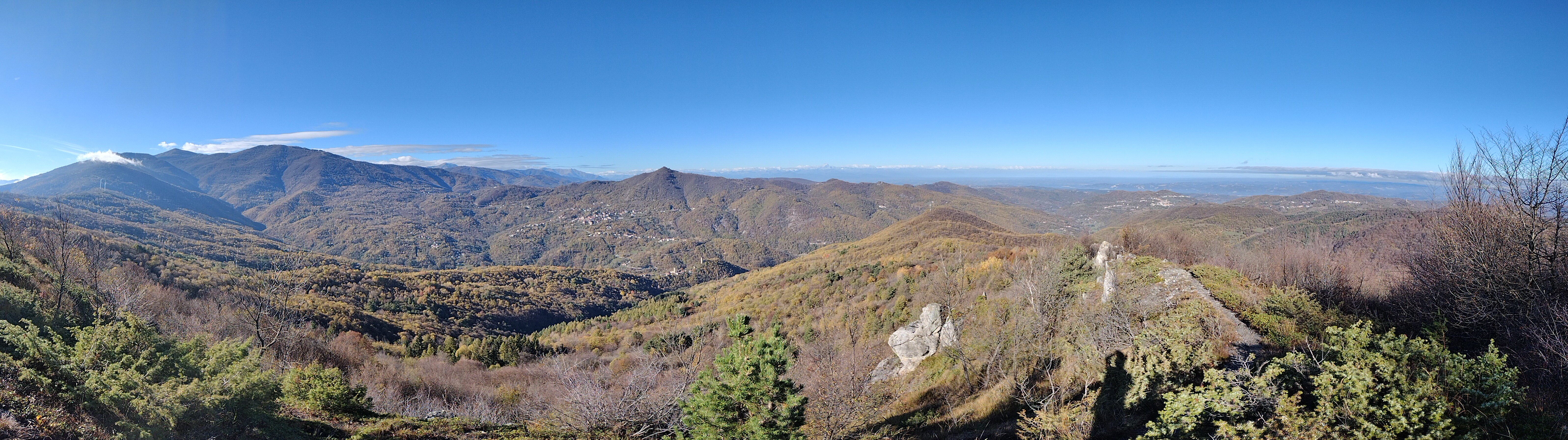
Panorama verso la Val Mongia, a sinistra il Bric Mindino, sulla destra si distinguono Scagnello e Battifollo